# چنارلی، قاخ
چنارلی (به ترکی آذربایجانی: Çinarlı) یک منطقه مسکونی در جمهوری آذربایجان است که در شهرستان قاخ واقع شده است. چنارلی ۴۱۵ نفر جمعیت دارد.